# …And Then, There’s This!
…And Then, There’s This! ist ein Jazzalbum von Jessica Williams. Die am 1. Februar 1990 in den Paradise Studios, Sacramento entstandenen Aufnahmen erschienen 1990 auf Timeless Records.

## Hintergrund
Nach ihrem ersten Album für das Label Black-Hawk Records (Nothin’ but the Truth, 1986) nahm die Pianistin eine Reihe von Live- und Studioalben auf ihrem eigenen Label Quantum auf, die meist als Audiokassetten vermarktet wurden, bis sie schließlich 1990 Gelegenheit bekam, ein Trioalbum für das niederländische Jazzlabel Timeless Records einzuspielen; beteiligt waren ihr langjähriger Mitarbeiter John Wiitala (Bass) sowie Kenny Wollesen (Schlagzeug). Jessica Williams spielte neben eigenen Kompositionen Jazztitel von Thelonious Monk wie Bemsha Swing und jeweils ein Stück von George Gershwin (Swanee) und Irving Berlin (All Alone).

## Titelliste
- Jessica Williams: …And Then, There’s This! (Timeless CDSJP345)[1]

1. Bemsha Swing (Thelonious Monk) 5:46
2. …And Then, There’s This! 4:47
3. All Alone (Irving Berlin) 5:57
4. Nichol’s Bag 6:11
5. The Child Within 4:44
6. Elaine 5:58
7. The House That Rouse Built 6:04
8. Newk’s Fluke 3:40
9. Swanee (George Gershwin, Irving Caesar) 4:27
10. I Mean You (Thelonious Monk) 3:24

Wenn nicht anders vermerkt, stammen die Kompositionen von Jessica Williams.

## Rezeption
Steve Loewy verlieh dem Album in Allmusic vier Sterne und schrieb, dieses wundervolle kleine Juwel präsentiere die Pianistin Jessica Williams im Trioformat. Was die Aufnahme so ansprechend mache, seien Williams’ exquisiter Sinn für Rhythmus und atemberaubende Technik sowie das herausragende Schlagzeugspiel von Kenny Wollensen. Williams’ Stil sei sofort erkennbar, da ihre kühnen und selbstbewussten Anschläge und ihre Fähigkeit, sich schnell zu bewegen, mit einer manchmal zarten Herangehensweise kontrastierten. Sie scheint sehr auf Monk eingestellt zu sein, und ihre erfolgreichen Takes von Bemsha Swing und I Mean You würden ein neues Licht auf die skurrilen Melodien und Harmonien der Stücke werfen. Auch ihre eigenen Kompositionen seien von besonderer Art, mit attraktiven und oft eingängigen Linien. Dieses Album sei eines der besten Beispiele für kreatives Klavierspiel dieses Jahrzehnts.